# Dodge Ram Tough Award
Der Dodge Ram Tough Award war eine Eishockey-Auszeichnung in der National Hockey League für den besten Spieler des Jahres.
Er wurde erstmals zur Saison 1987/88 an den Spieler, der in Summe die meisten Überzahl-, Unterzahl-, siegbringenden und unentschiedenbringende Tore erzielte.
Nach vier Jahren wurde der Award in der Saison 1990/91 letztmals vergeben. Die Automobilfirma Dodge war Sponsor der Trophäe.

## Dodge Ram Tough Award-Gewinner
| Jahr | Spieler        | Team                |
| ---- | -------------- | ------------------- |
| 1991 | Brett Hull     | St. Louis Blues     |
| 1990 | Brett Hull     | St. Louis Blues     |
| 1989 | Mario Lemieux  | Pittsburgh Penguins |
| 1988 | Joe Nieuwendyk | Calgary Flames      |